# Mechanical Spin Phenomena
Mechanical Spin Phenomena (с англ. — «механические вращательные явления») — дебютный студийный альбом метал-группы Mnemic, вышедший в 2003 году.

## Список композиций
1. «Liquid» — 4:41
2. «Blood Stained» — 6:19
3. «Ghost» — 5:34
4. «DB’XX’D» — 7:59
5. «Tattoos» — 6:36
6. «The Naked and the Dead» — 5:34
7. «Closed Eyes» — 4:48
8. «Mechanical Spin Phenomenon» — 4:58
9. «Zero Gravity» — 7:51
10. «Blood Stained (Rhys Fulber’s Euphoric Recall Mix)» — 7:17

## Участники записи
- Михаэль Бёгбалле (Michael Bøgballe) — вокал
- Мирча Габриэл Эфтеми (Mircea Gabriel Eftemie) — гитара, клавишные
- Руне Стигарт (Rune Stigart) — гитара
- Миккель Ларсен (Mikkel Larsen) — бас-гитара
- Брайан «Brylle» Расмуссен (Brian «Brylle» Rasmussen) — ударные